# Eric Pino
Eric Marcelo Pino Caro (Valdivia, Chile, 15 de abril de 1986) es un futbolista chileno. Juega de mediocampista y actualmente juega en General Velásquez de la Segunda División Profesional de Chile.

## Trayectoria
Nacido en Valdivia, llegó a las inferiores de la Universidad de Chile cuando tenía 14 años.
Debutó profesionalmente en el primer equipo de la U en el año 2005. Fue enviado a préstamo a Cobreloa en el Torneo Clausura 2007.
A comienzos de 2008 se convirtió en el tercer refuerzo de la temporada de Deportes Antofagasta, en donde llegó en calidad de préstamo.
El año 2009 ficha por Rangers. Luego de la mala campaña del cuadro talquino en el Torneo Apertura 2009 es despedido, y se integra nuevamente a Deportes Antofagasta, ahora compitiendo en la segunda categoría del fútbol chileno.
En el año 2012 tuvo un breve paso por el fútbol brasileño, al jugar por el Boa Esporte, equipo de la Segunda división brasileña. Luego regresó al Club Deportes Antofagasta para vestir la casequilla "puma" por tercera vez. En julio del año 2014 termina contrato con el elenco del "CDA" y es fichado por Deportes La Serena para jugar en la Primera B con el fin de retornar al conjunto "granate" a Primera División.

## Clubes
| Club                 | País           | Año       |
| -------------------- | -------------- | --------- |
| Universidad de Chile | Chile          | 2005-2007 |
| Cobreloa             | Chile          | 2007      |
| Deportes Antofagasta | Chile          | 2008      |
| Rangers              | Chile          | 2009      |
| Deportes Antofagasta | Chile          | 2009-2011 |
| Boa Esporte          | Brasil         | 2012      |
| Deportes Antofagasta | Chile          | 2012-2014 |
| Deportes La Serena   | Chile          | 2014-2015 |
| Miami United         | Estados Unidos | 2016      |
| Deportes Valdivia    | Chile          | 2016-2017 |
| Palestino            | Chile          | 2017      |
| Deportes Valdivia    | Chile          | 2018-2020 |
| Santiago Morning     | Chile          | 2020-2021 |
| Deportes Limache     | Chile          | 2022      |
| General Velásquez    | Chile          | 2023-Act. |

## Palmarés

### Campeonatos nacionales
| Título    | Club                 | País  | Año  |
| --------- | -------------------- | ----- | ---- |
| Primera B | Deportes Antofagasta | Chile | 2011 |